# Ту-Гіллс № 21
Графство Ту-Гіллс № 21 (англ. Two Hills County No. 21) — муніципальний район в Канаді, у провінції Альберта.

## Населення
За даними перепису 2016 року, муніципальний район нараховував 3322 жителів, показавши зростання на 5,1%, порівняно з 2011-м роком. Середня густина населення становила 1,3 осіб/км².
З офіційних мов обидвома одночасно володіли 70 жителів, тільки англійською — 3 150, а 105 — жодною з них. Усього 1,475 осіб вважали рідною мовою не одну з офіційних, з них 5 — одну з корінних мов, а 205 — українську.
Працездатне населення становило 65,9% усього населення, рівень безробіття — 8,4% (10,5% серед чоловіків та 5% серед жінок). 65,6% були найманими працівниками, 32,5% — самозайнятими.
Середній дохід на особу становив $41 933 (медіана $28 757), при цьому для чоловіків — $50 804, а для жінок $31 893 (медіани — $35 541 та $23 280 відповідно).
25,8% мешканців мали закінчену шкільну освіту, не мали закінченої шкільної освіти — 37,7%, 36,4% мали післяшкільну освіту, з яких 15,1% мали диплом бакалавра, або вищий.
| Статево-вікова структура населення | Статево-вікова структура населення | Статево-вікова структура населення | Статево-вікова структура населення | Статево-вікова структура населення |
| ---------------------------------- | ---------------------------------- | ---------------------------------- | ---------------------------------- | ---------------------------------- |
|                                    |                                    |                                    |                                    |                                    |
| Всього                             | Всього                             | 51,8%48,2%                         |                                    |                                    |
| 0 — 14 років                       | 0 — 14 років                       |                                    | 25,3%                              | 25,3%                              |
| 15 — 64 років                      | 15 — 64 років                      |                                    | 58,3%                              | 58,3%                              |
| 65 і більше                        | 65 і більше                        |                                    | 16,3%                              | 16,3%                              |
| 85 і більше                        | 85 і більше                        |                                    | 1,6%                               | 1,6%                               |
| Середній вік (років)               | Середній вік (років)               | 37,737,1                           | 37,4                               | 37,4                               |
| Медіана (років)                    | Медіана (років)                    | 36,836,1                           | 36,4                               | 36,4                               |
| — чоловіки — жінки                 |                                    |                                    |                                    |                                    |

| Походження мешканців:     | Походження мешканців:     | Походження мешканців: | Походження мешканців: | Походження мешканців: |
| ------------------------- | ------------------------- | --------------------- | --------------------- | --------------------- |
| Походження                |                           |                       | осіб                  | %                     |
| Корінні американці        | Корінні американці        |                       | 80                    | 2.54%                 |
| Інше північноамериканське | Інше північноамериканське |                       | 650                   | 20.63%                |
| Європейське               | Європейське               |                       | 2 680                 | 85.08%                |
| британське                | британське                |                       | 570                   | 18.1%                 |
| французьке                | французьке                |                       | 270                   | 8.57%                 |
| українське                | українське                |                       | 1 030                 | 32.7%                 |
| Латинськоамериканське     | Латинськоамериканське     |                       | 240                   | 7.62%                 |
| Африканське               | Африканське               |                       | 20                    | 0.63%                 |
| Азійське                  | Азійське                  |                       | 30                    | 0.95%                 |

| Зайнятість населення за галузями (за класифікацією NOC): | Зайнятість населення за галузями (за класифікацією NOC): | Зайнятість населення за галузями (за класифікацією NOC): | Зайнятість населення за галузями (за класифікацією NOC): | Зайнятість населення за галузями (за класифікацією NOC): |
| -------------------------------------------------------- | -------------------------------------------------------- | -------------------------------------------------------- | -------------------------------------------------------- | -------------------------------------------------------- |
|                                                          |                                                          |                                                          |                                                          |                                                          |
| Управління                                               | Управління                                               |                                                          | 24,9%                                                    | 24,9%                                                    |
| Бізнес, фінанси та адміністрування                       | Бізнес, фінанси та адміністрування                       |                                                          | 8,9%                                                     | 8,9%                                                     |
| Природничі та прикладні науки                            | Природничі та прикладні науки                            |                                                          | 1,6%                                                     | 1,6%                                                     |
| Охорона здоров'я                                         | Охорона здоров'я                                         |                                                          | 6,2%                                                     | 6,2%                                                     |
| Освіта, правозахист, муніципальні та урядові служби      | Освіта, правозахист, муніципальні та урядові служби      |                                                          | 7,5%                                                     | 7,5%                                                     |
| Мистецтво, культура, відпочинок та спорт                 | Мистецтво, культура, відпочинок та спорт                 |                                                          | 0,7%                                                     | 0,7%                                                     |
| Роздрібна торгівля та послуги                            | Роздрібна торгівля та послуги                            |                                                          | 10,8%                                                    | 10,8%                                                    |
| Гуртова торгівля, транспорт та обладнання                | Гуртова торгівля, транспорт та обладнання                |                                                          | 26,6%                                                    | 26,6%                                                    |
| Природні ресурси, сільське господарство                  | Природні ресурси, сільське господарство                  |                                                          | 9,8%                                                     | 9,8%                                                     |
| Виробництво                                              | Виробництво                                              |                                                          | 3,3%                                                     | 3,3%                                                     |

## Населені пункти
До складу муніципального району входять містечко Ту-Гіллс, села Мирнам, Вілліндон, а також хутори, інші малі населені пункти та розосереджені поселення.
Населені пункти Мирнам (Myrnam), Іспас (Ispas), Слава (Slawa) носять назви які отримали від перших українських поселенців тут.
Натомість назва Шипинці (Szypentiz) була модифікована в Shepenge .

## Клімат
Середня річна температура становить 1,8°C, середня максимальна – 21,3°C, а середня мінімальна – -22,1°C. Середня річна кількість опадів – 429 мм.
| Клімат поселення                              | Клімат поселення | Клімат поселення | Клімат поселення | Клімат поселення | Клімат поселення | Клімат поселення | Клімат поселення | Клімат поселення | Клімат поселення | Клімат поселення | Клімат поселення | Клімат поселення | Клімат поселення |
| Показник                                      | Січ.             | Лют.             | Бер.             | Квіт.            | Трав.            | Черв.            | Лип.             | Серп.            | Вер.             | Жовт.            | Лист.            | Груд.            |                  |
| Середній максимум, °C                         | −8,98            | −5,75            | 0,73             | 10,38            | 17,06            | 21,26            | 21,28            | 20,51            | 15,03            | 9,02             | −1,64            | −8,84            |                  |
| Середня температура, °C                       | −15,54           | −12,33           | −5,86            | 3,80             | 10,49            | 14,68            | 16,46            | 15,72            | 10,22            | 4,22             | −6,45            | −13,66           |                  |
| Середній мінімум, °C                          | −22,14           | −18,91           | −12,42           | −2,79            | 3,91             | 8,12             | 11,66            | 10,90            | 5,44             | −0,58            | −11,26           | −18,46           |                  |
| Норма опадів, мм                              | 20               | 13               | 18               | 26               | 43               | 74               | 80               | 61               | 40               | 17               | 17               | 20               |                  |
| Середньомісячна швидкість вітру, м/с          | 3.40             | 3.40             | 3.59             | 3.89             | 3.90             | 3.50             | 3.30             | 3.12             | 3.36             | 3.60             | 3.62             | 3.50             |                  |
| Середньомісячна сонячна радіація, кДж/м²·день | 3434             | 7091             | 12362            | 17370            | 20850            | 22062            | 22282            | 18454            | 12543            | 7425             | 3733             | 2518             |                  |
| --------------------------------------------- | ---------------- | ---------------- | ---------------- | ---------------- | ---------------- | ---------------- | ---------------- | ---------------- | ---------------- | ---------------- | ---------------- | ---------------- | ---------------- |
| Джерело:                                      |                  |                  |                  |                  |                  |                  |                  |                  |                  |                  |                  |                  |                  |